# 戸田ゆたか
戸田ゆたか（とだゆたか）は、愛知県名古屋市中川区の地名。現行行政地名は戸田ゆたか一丁目及び戸田ゆたか二丁目。住居表示未実施。

## 地理
名古屋市中川区西端部に位置する。東は戸田四丁目・戸田五丁目、西は海部郡蟹江町本町、南は水里五丁目に接する。

## 歴史

### 町名の由来
大字戸田とゆたか台団地の名称を組み合わせて命名されたという。

### 沿革
- 1988年（昭和63年）2月11日 - 中川区富田町大字戸田の一部により、同区戸田ゆたか一丁目および戸田ゆたか二丁目としてそれぞれ成立する[1]。
- 2009年（平成21年）7月25日 - 富田町大字戸田（字狐塚・下流）の一部を二丁目へ編入[4]。

## 世帯数と人口
2019年（平成31年）2月1日現在の世帯数と人口は以下の通りである。
| 丁目             | 世帯数  | 人口    |
| ---------------- | ------- | ------- |
| 戸田ゆたか一丁目 | 431世帯 | 1,005人 |
| 戸田ゆたか二丁目 | 376世帯 | 935人   |
| 計               | 807世帯 | 1,940人 |

### 人口の変遷
国勢調査による人口の推移
| 2000年（平成12年） | 1,796人 | [ WEB 6 ] |  |
| 2005年（平成17年） | 1,940人 | [ WEB 7 ] |  |
| 2010年（平成22年） | 1,941人 | [ WEB 8 ] |  |
| 2015年（平成27年） | 1,903人 | [ WEB 9 ] |  |

## 学区
市立小・中学校に通う場合、学校等は以下の通りとなる。また、公立高等学校に通う場合の学区は以下の通りとなる。
| 丁目             | 番・番地等 | 小学校               | 中学校                 | 高等学校 |
| ---------------- | ---------- | -------------------- | ---------------------- | -------- |
| 戸田ゆたか一丁目 | 全域       | 名古屋市立戸田小学校 | 名古屋市立供米田中学校 | 尾張学区 |
| 戸田ゆたか二丁目 | 全域       | 名古屋市立戸田小学校 | 名古屋市立供米田中学校 | 尾張学区 |

## 施設
- ゆたか台団地[2]
- 豊神社[2]

## その他

### 日本郵便
- 郵便番号 : 454-0966[WEB 3]（集配局：中川郵便局[WEB 12]）。

### WEB
1. ↑  “愛知県名古屋市中川区の町丁・字一覧”.   人口統計ラボ. 2017年10月7日閲覧。
2. 1 2  “町・丁目(大字)別、年齢(10歳階級)別公簿人口(全市・区別)”.   名古屋市 (2019年2月20日). 2019年2月20日閲覧。
3. 1 2  “郵便番号”.  日本郵便. 2019年2月10日閲覧。
4. ↑  “市外局番の一覧”.   総務省. 2019年1月6日閲覧。
5. 1 2  名古屋市役所市民経済局地域振興部住民課町名表示係 (2015年10月21日). “中川区の町名一覧”.   名古屋市. 2017年10月7日閲覧。
6. ↑  名古屋市役所総務局企画部統計課統計係 (2005年7月1日). “（刊行物）名古屋の町(大字)・丁目別人口 (平成12年国勢調査) 中川区” (xls). 2017年10月8日閲覧。
7. ↑  名古屋市役所総務局企画部統計課統計係 (2007年6月29日). “平成17年国勢調査　名古屋の町(大字)別・年齢別人口 中川区” (xls). 2017年10月8日閲覧。
8. ↑  名古屋市役所総務局企画部統計課統計係 (2012年6月29日). “平成22年国勢調査　名古屋の町(大字)別・年齢別人口 中川区” (xls). 2017年10月8日閲覧。
9. ↑  名古屋市役所総務局企画部統計課統計係 (2017年7月7日). “平成27年国勢調査　名古屋の町(大字)別・年齢別人口” (xls). 2017年10月8日閲覧。
10. ↑  “市立小・中学校の通学区域一覧”.   名古屋市 (2018年11月10日). 2019年1月14日閲覧。
11. ↑  “平成29年度以降の愛知県公立高等学校（全日制課程）入学者選抜における通学区域並びに群及びグループ分け案について”.   愛知県教育委員会 (2015年2月16日). 2019年1月14日閲覧。
12. ↑  郵便番号簿 平成29年度版 - 日本郵便. 2019年02月10日閲覧 (PDF)

### 書籍
1. 1 2  名古屋市計画局 1992, p. 831.
2. 1 2 3 4  「角川日本地名大辞典」編纂委員会 1989, p. 1489.
3. ↑  名古屋市計画局 1992, p. 473.
4. ↑  “名古屋市中川区の一部で町名・町界変更を実施(平成21年7月25日実施)（市政情報）”.   名古屋市. 2020年5月20日閲覧。